# Сандру, Марлон
Марлон Сандру (порт.-браз. Marlon Sandro; род. 8 марта 1977, Рио-де-Жанейро) — бразильский боец смешанного стиля, представитель полулёгкой весовой категории. Выступает на профессиональном уровне начиная с 2004 года, известен по участию в турнирах бойцовских организаций Bellator, Pancrase, World Victory Road, Road FC и др. Финалист двух гран-при Bellator, владел титулами чемпиона Pancrase и Sengoku в полулёгком весе.

## Биография
Марлон Сандру родился 8 марта 1977 года в Рио-де-Жанейро. Рос в малообеспеченной семье, уже с подросткового возраста вынужден был зарабатывать деньги, сменил множество профессий. В юности серьёзно занимался капоэйрой и сёрфингом, позже переключился на бразильское джиу-джитсу, удостоился в этой дисциплине чёрного пояса.

### Начало профессиональной карьеры
Дебютировал в смешанных единоборствах на профессиональном уровне в ноябре 2004 года, выиграв за один вечер сразу у двоих соперников. Дрался в небольших бразильских промоушенах, во всех случаях неизменно выходил из поединков победителем.
Начиная с 2007 года успешно выступал в Японии: сначала в Pancrase, затем в World Victory Road. В обеих организациях добился звания чемпиона в полулёгкой весовой категории.

### Bellator Fighting Championships
Имея в послужном списке 17 побед и только два поражения, Сандру привлёк к себе внимание крупной американской организации Bellator Fighting Championships и в феврале 2011 года подписал с ней долгосрочное соглашение. Сразу же стал здесь участником летнего гран-при Summer Series в полулёгком весе, благополучно прошёл своих соперников на стадиях четвертьфиналов и полуфиналов, но в решающем поединке был нокаутирован Пэтом Карреном.
Несмотря на проигрыш, Сандру продолжил регулсярно выступать в клетке Bellator и вскоре принял участие в гран-при шестого сезона, где так же сумел дойти до финала — на сей раз его остановил Дэниел Страус, выигравший по очкам единогласным решением судей.
В 2013 году Марлон Сандру участвовал в гран-при восьмого сезона Bellator — в четвертьфинале решением большинства судей победил россиянина Акопа Степаняна, но в полуфинале техническим нокаутом проиграл другому представителю России Магомедрасулу Хасбулаеву.

### Другие промоушены
Покинув Bellator, с 2015 года Сандру выступал преимущественно на территории Азии, вновь появился среди бойцов Pancrase, дважды выступил в корейской организации Road Fighting Championship, где был претендентом на титул чемпиона.

## Статистика в профессиональном ММА
| Боёв 37  | Побед 28 | Поражений 7 |
| -------- | -------- | ----------- |
| Нокаутом | 8        | 2           |
| Сдачей   | 8        | 0           |
| Решением | 12       | 5           |
| Ничьи    | 2        | 2           |

| Результат | Рекорд | Соперник                   | Способ                             | Турнир                                                       | Дата             | Раунд | Время | Место                    | Примечание                                                   |
| --------- | ------ | -------------------------- | ---------------------------------- | ------------------------------------------------------------ | ---------------- | ----- | ----- | ------------------------ | ------------------------------------------------------------ |
| Победа    | 28-7-2 | Диего Артуро Уэрто Хауреги | Сдача (треугольник руками)         | Shooto Brazil 74                                             | 27 августа 2017  | 1     | 1:56  | Рио-де-Жанейро, Бразилия |                                                              |
| Победа    | 27-7-2 | Коёми Мацусима             | TKO (удары)                        | Pancrase 283                                                 | 18 декабря 2016  | 1     | 2:51  | Токио, Япония            |                                                              |
| Поражение | 26-7-2 | Чхве Му Гём                | Единогласное решение               | Road FC 029                                                  | 12 марта 2016    | 3     | 5:00  | Вонджу, Южная Корея      | Бой за титул чемпиона Road FC в полулёгком весе.             |
| Победа    | 26-6-2 | Вандерсон Мишел            | Сдача (травма плеча)               | Shooto Brasil 59: Bahia                                      | 13 ноября 2015   | 1     | 1:19  | Баия, Бразилия           |                                                              |
| Ничья     | 24-6-2 | Ким Су Чхоль               | Единогласное решение               | Road FC 025                                                  | 22 августа 2015  | 3     | 5:00  | Вонджу, Южная Корея      |                                                              |
| Поражение | 25-6-1 | Исао Кобаяси               | Раздельное решение                 | Pancrase 266                                                 | 26 апреля 2015   | 3     | 5:00  | Токио, Япония            |                                                              |
| Победа    | 25-5-1 | Крис Хородецки             | Единогласное решение               | Bellator 119                                                 | 9 мая 2014       | 3     | 5:00  | Рама, Канада             |                                                              |
| Ничья     | 24-5-1 | Ёдзиро Утимура             | Единогласное решение               | Pancrase 252: 20th Anniversary                               | 29 сентября 2013 | 3     | 5:00  | Иокогама, Япония         |                                                              |
| Поражение | 24-5   | Магомедрасул Хасбулаев     | TKO (удары руками)                 | Bellator 92                                                  | 7 марта 2013     | 3     | 2:38  | Темекьюла, США           | Полуфинал гран-при 8 сезона Bellator в полулёгком весе.      |
| Победа    | 24-4   | Акоп Степанян              | Решение большинства                | Bellator 88                                                  | 7 февраля 2013   | 3     | 5:00  | Дулут, Джорджия, США     | Четвертьфинал гран-при 8 сезона Bellator в полулёгком весе.  |
| Победа    | 23-4   | Дастин Нис                 | Техническая сдача (удушение сзади) | Bellator 81                                                  | 16 ноября 2012   | 1     | 2:05  | Кингстон, США            |                                                              |
| Поражение | 22-4   | Дэниел Страус              | Единогласное решение               | Bellator 68                                                  | 11 мая 2012      | 3     | 5:00  | Атлантик-Сити, США       | Финал гран-при 6 сезона Bellator в полулёгком весе.          |
| Победа    | 22-3   | Алешандри Безерра          | Раздельное решение                 | Bellator 64                                                  | 6 апреля 2012    | 3     | 5:00  | Уинсор, Канада           | Полуфинал гран-при 6 сезона Bellator в полулёгком весе.      |
| Победа    | 21-3   | Роберто Варгас             | Сдача (удушение сзади)             | Bellator 60                                                  | 9 марта 2012     | 1     | 3:35  | Хаммонд, США             | Четвертьфинал гран-при 6 сезона Bellator в полулёгком весе.  |
| Победа    | 20-3   | Рафаэл Диас                | Сдача (треугольник руками)         | Bellator 58                                                  | 19 ноября 2011   | 1     | 3:56  | Холливуд, США            |                                                              |
| Поражение | 19-3   | Пэт Каррен                 | KO (удары)                         | Bellator 48                                                  | 20 августа 2011  | 2     | 4:00  | Анкасвилл, США           | Финал Bellator 2011 Summer Series в полулёгком весе.         |
| Победа    | 19-2   | Насарено Малегари          | Единогласное решение               | Bellator 47                                                  | 23 июля 2011     | 3     | 5:00  | Рама, Канада             | Полуфинал Bellator 2011 Summer Series в полулёгком весе.     |
| Победа    | 18-2   | Женаир да Силва            | Раздельное решение                 | Bellator 46                                                  | 25 июня 2011     | 3     | 5:00  | Холливуд, США            | Четвертьфинал Bellator 2011 Summer Series в полулёгком весе. |
| Поражение | 17-2   | Хацу Хиоки                 | Единогласное решение               | World Victory Road Presents: Soul of Fight                   | 30 декабря 2010  | 5     | 5:00  | Токио, Япония            | Лишился титула чемпиона Sengoku в полулёгком весе.           |
| Победа    | 17-1   | Масанори Канэхара          | KO (удар рукой)                    | World Victory Road Presents: Sengoku Raiden Championships 13 | 20 июня 2010     | 1     | 0:38  | Токио, Япония            | Выиграл титул чемпиона Sengoku в полулёгком весе.            |
| Победа    | 16-1   | Томонари Каномата          | KO (удар рукой)                    | World Victory Road Presents: Sengoku Raiden Championships 12 | 7 марта 2010     | 1     | 0:09  | Токио, Япония            |                                                              |
| Победа    | 15-1   | Юдзи Хосино                | KO (удары руками)                  | World Victory Road Presents: Sengoku 11                      | 7 ноября 2009    | 1     | 2:33  | Токио, Япония            |                                                              |
| Поражение | 14-1   | Митихиро Омигава           | Раздельное решение                 | World Victory Road Presents: Sengoku 9                       | 2 августа 2009   | 3     | 5:00  | Сайтама, Япония          | Полуфинал гран-при Sengoku 2009 в полулёгком весе.           |
| Победа    | 14-0   | Ник Денис                  | KO (удары руками)                  | World Victory Road Presents: Sengoku 8                       | 2 мая 2009       | 1     | 0:19  | Токио, Япония            | Четвертьфинал гран-при Sengoku 2009 в полулёгком весе.       |
| Победа    | 13-0   | Мэтт Яггерс                | Сдача (треугольник руками)         | World Victory Road Presents: Sengoku 7                       | 20 марта 2009    | 2     | 2:57  | Токио, Япония            | Стартовый этап гран-при Sengoku 2009 в полулёгком весе.      |
| Победа    | 12-0   | Масая Такита               | Единогласное решение               | Pancrase: Shining 9                                          | 26 октября 2008  | 3     | 5:00  | Токио, Япония            | Выиграл вакантный титул чемпиона Pancrase в полулёгком весе. |
| Победа    | 11-0   | Мики Сида                  | KO (удары)                         | Pancrase: Shining 2                                          | 26 марта 2008    | 2     | 4:19  | Токио, Япония            |                                                              |
| Победа    | 10-0   | Дайки Хата                 | Единогласное решение               | Pancrase: Rising 9                                           | 28 ноября 2007   | 3     | 5:00  | Токио, Япония            |                                                              |
| Победа    | 9-0    | Маркус дус Сантус          | Единогласное решение               | Shooto Brazil 3: The Evolution                               | 7 июля 2007      | 3     | 5:00  | Рио-де-Жанейро, Бразилия |                                                              |
| Победа    | 8-0    | Вилиан Виана               | Единогласное решение               | Shooto: Brazil 2                                             | 24 марта 2007    | 3     | 5:00  | Рио-де-Жанейро, Бразилия |                                                              |
| Победа    | 7-0    | Эриналду Родригес          | Единогласное решение               | Shooto Brazil 1: The Return                                  | 3 декабря 2006   | 3     | 5:00  | Рио-де-Жанейро, Бразилия |                                                              |
| Победа    | 6-0    | Марселу Феррейра           | Единогласное решение               | Minotauro Fights 4                                           | 4 августа 2006   | 3     | 5:00  | Салвадор, Бразилия       |                                                              |
| Победа    | 5-0    | Алешандри Аранья           | KO (удары руками)                  | Arena Combat Cup 2                                           | 5 ноября 2005    | 1     | 1:20  | Бразилия                 |                                                              |
| Победа    | 4-0    | Фабрисиу Медейрус          | Единогласное решение               | Shooto: Brazil 8                                             | 30 апреля 2005   | 3     | 5:00  | Бразилия                 |                                                              |
| Победа    | 3-0    | Орлей ди Оливейра          | KO (удары руками)                  | Shooto: Brazil 7                                             | 19 марта 2005    | 1     | 0:21  | Бразилия                 |                                                              |
| Победа    | 2-0    | Антониу Карлус Лима        | СДача (треугольник)                | Arena Combat Cup 1                                           | 6 ноября 2004    | 2     | N/A   | Сан-Паулу, Бразилия      | Финал турнира ACC 1 в полулёгком весе.                       |
| Победа    | 1-0    | Тату Нунис                 | Сдача (удушение сзади)             | Arena Combat Cup 1                                           | 6 ноября 2004    | 1     | N/A   | Сан-Паулу, Бразилия      | Полуфинал турнира ACC 1 в полулёгком весе.                   |